# ベンジャミン・ウィリアムズ・クラウニンシールド

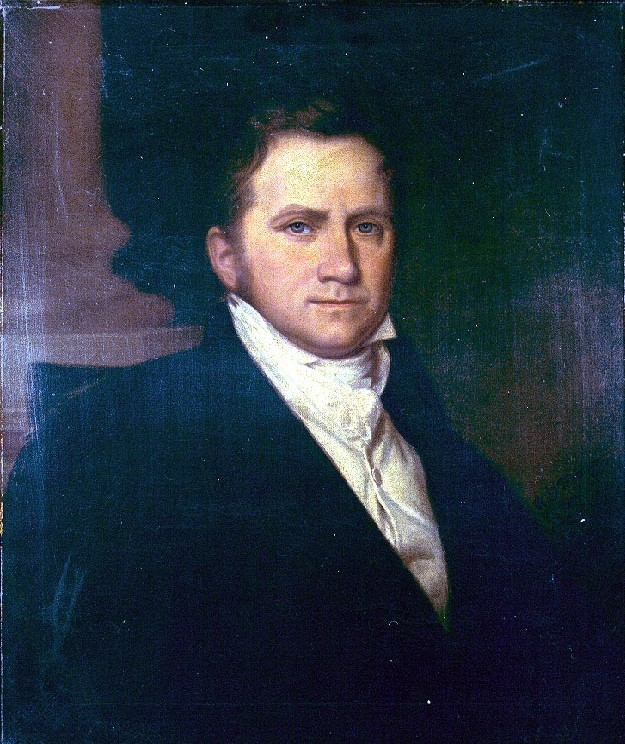
ベンジャミン・クラウニンシールド

ベンジャミン・ウィリアムズ・クラウニンシールド（Benjamin Williams Crowninshield, 1772年12月27日 - 1851年2月3日）は、アメリカ合衆国の政治家。1815年から1818年まで、第5代アメリカ合衆国海軍長官を務めた。

## 生涯
1772年、クラウニンシールドはマサチューセッツ州セイラムにおいて、商人で船乗りのクラウニンシールド家の息子として生まれた。クラウニンシールドは家族とともに海運事業に携わり、ほどなく政治の世界へ足を踏み入れた。クラウニンシールドは1811年にマサチューセッツ州下院議員に選出され、翌1812年に同州上院議員となった。
米英戦争末期の1815年1月、クラウニンシールドはアメリカ合衆国海軍長官に指名され、平時におけるアメリカ海軍の維持・統率を任された。クラウニンシールドは新たに創設された海軍評議委員会を統括し、以後の海軍の基幹となる数隻の戦列艦を推進した。クラウニンシールドは1815年の第2次バーバリー戦争において、海軍の戦略や政策を監督した。
クラウニンシールドは1818年に海軍長官を退任すると、マサチューセッツ州で事業を再開し、州の政治的問題にも関心を寄せた。クラウニンシールドはマサチューセッツ州下院議員を2期務め、その後1823年から1830年まで4期連続でアメリカ合衆国下院議員を務めた。
1851年、クラウニンシールドはマサチューセッツ州ボストンで死去した。クラウニンシールドの遺体は同州ケンブリッジのオーバーン山墓地に埋葬された。
クラウニンシールドの死後、アメリカ海軍では、クラウニンシールドの功績を称えて、駆逐艦クラウニンシールドにその名が付けられた。